# Спор о принадлежности Западной Новой Гвинеи

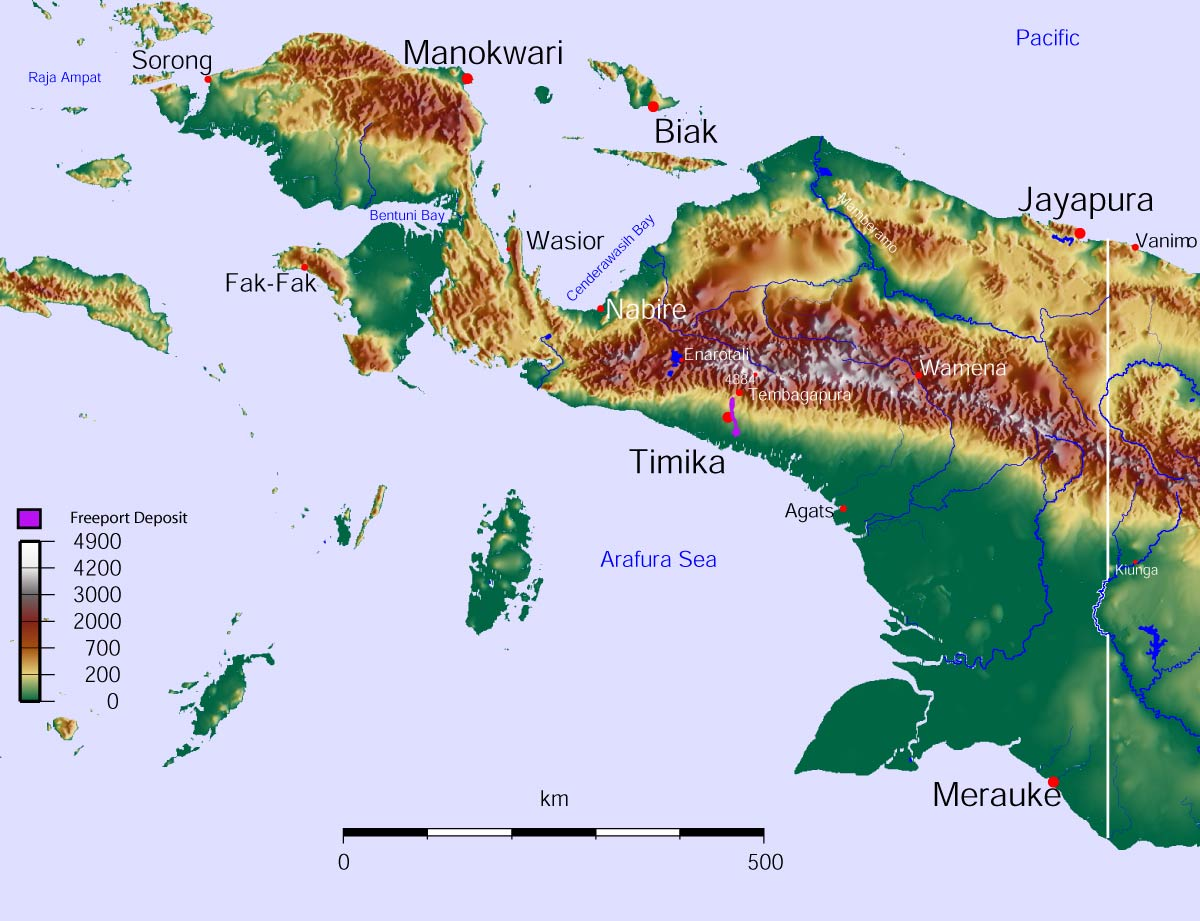
Спорные территории Западной Новой Гвинеи

Спор о принадлежности Западной Новой Гвинеи, также известный как спор о принадлежности Западного Ириана — дипломатический и политический конфликт между Нидерландами и Индонезией о принадлежности территории Новой Гвинеи в 1950–1962 годах. Хотя Нидерланды признали независимость Индонезии 27 декабря 1949 года по итогам войны за независимость, индонезийское правительство всегда требовало половину Новой Гвинеи, контролируемой голландцами, на том основании, что остров принадлежал Голландской Ост-Индии, а новая Республика Индонезия была законным преемником бывшей голландской колонии.
В течение первого этапа конфликта (1950–1954) Индонезия проводила двусторонние переговоры с Нидерландами. На втором этапе (1954–1958) Индонезия попыталась продвинуть свои территориальные претензии в Генеральной Ассамблее ООН. На третьем этапе (1959–1962) Индонезия проводила политику конфронтации против Нидерландов, которая сочетала дипломатическое, политическое и экономическое давление с ограниченной военной силой. Заключительный этап конфликта также связан с запланированным военным вторжением на территорию.
Политическую и военную поддержку Индонезии обеспечивал СССР, что побуждало США к вмешательству в конфликт в качестве посредника между Индонезией и Нидерландами. После Нью-Йоркского соглашения от 15 августа 1962 года Нидерланды под давлением США передали Западную Новую Гвинею под контроль ООН, которая впоследствии передала территорию Индонезии 1 мая 1963 года. После заключения Акта свободного выбора в 1969 году, Западная Новая Гвинея была официально интегрирована в состав Индонезии.

## Предыстория

### Происхождение конфликта

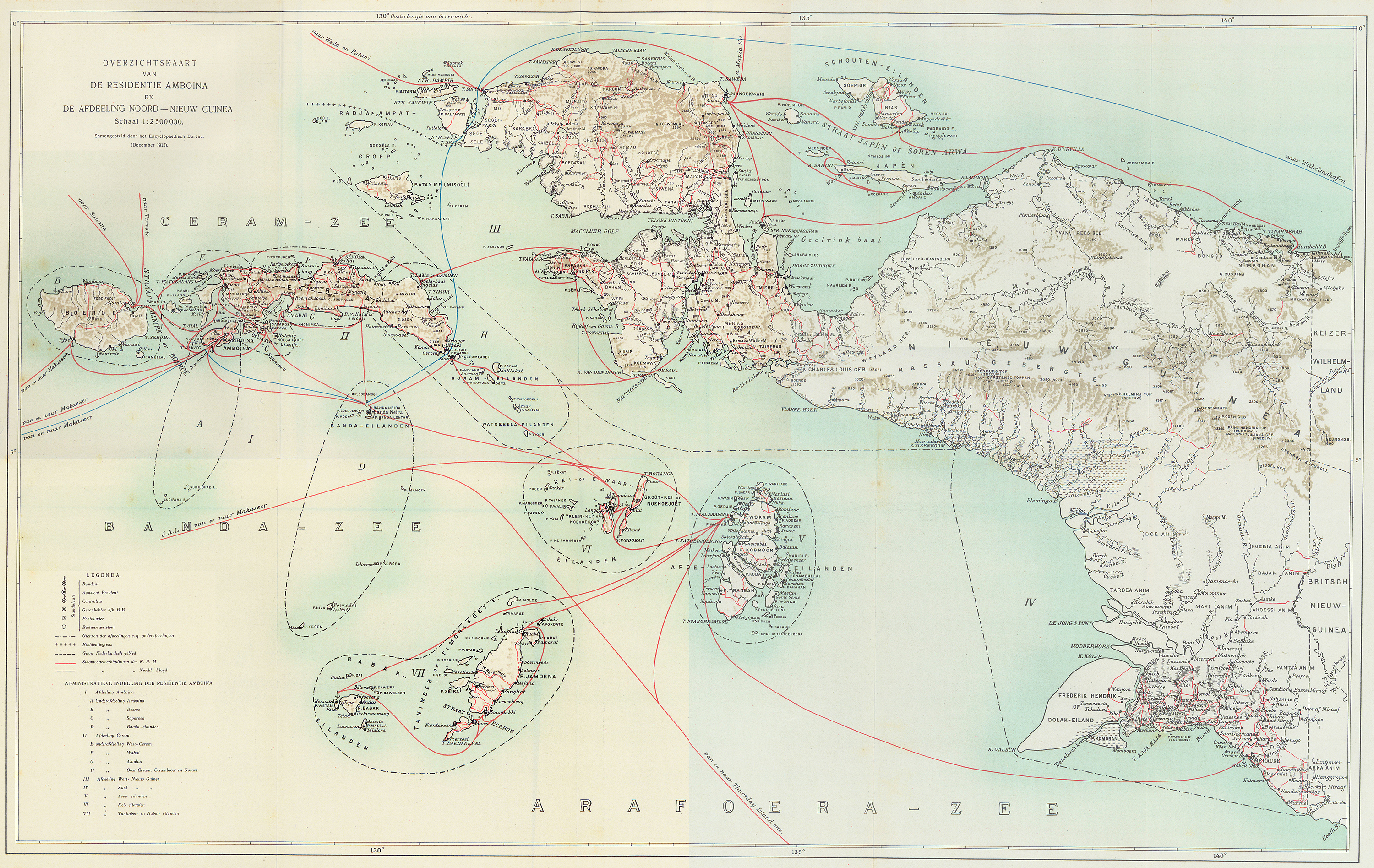
Нидерландские экспедиции в Новую Гвинею в 1907–1915 годах.

До прибытия голландцев, два индонезийских княжества, известных как султанаты Тидоре и Тернате претендовали на протекторат над Западной Новой Гвинеей. Островная территория рассматривалась султанатами как источник специй, перьев райских птиц, смолы и рабов. В 1828 году Нидерланды создали первое поселение в Западной Новой Гвинее, а также провозгласили голландскую власть над частью Новой Гвинеи, лежащей к западу от 141 градуса восточной долготы.
Нидерландская деятельность в Новой Гвинее была минимальной до 1898 года, когда голландцы создали административный центр, в который впоследствии отправились миссионеры и торговцы. В период голландского правления были установлены торговые связи между Западной Новой Гвинеей и Восточной Индонезией. В 1883 году Новая Гвинея была разделена между Нидерландами, Великобританией и Германией, а также Австралией, оккупировавшей территорию Германии в 1914 году в ходе Первой мировой войны. В 1901 году Нидерланды официально приобрели территории Западной Новой Гвинеи, принадлежавшие султанату Тидоре, включив их в состав Голландской Ост-Индии .
В период Второй мировой войны Западная Новая Гвинея была оккупирована японцами, но позже была захвачена союзниками, которые восстановили нидерландское правление над территорией.
27 декабря 1949 года, в результате войны, Нидерланды признали независимость Соединённых Штатов Индонезии, государства-преемника Голландской Ост-Индии. Однако голландцы отказались передать Нидерландскую Новую Гвинею новому государству и предприняли шаги по подготовке ее к независимости в качестве отдельной страны. После того, как Нидерланды и Индонезия не смогли урегулировать свои разногласия по вопросу о Западной Новой Гвинее в ходе Гаагской конференции круглого стола в конце 1949 года, было решено сохранить нынешний статус-кво территории, а затем провести двусторонние переговоры через год после даты передачи суверенитета. Однако в 1950 году обе стороны по-прежнему не смогли прийти к соглашению. Это привело к тому, что президент Индонезии Сукарно обвинил Нидерланды в отказе от своих обещаний провести переговоры о передаче территории. 17 августа 1950 года Сукарно распустил Соединённые Штаты Индонезии и провозгласил унитарную Республику Индонезия.

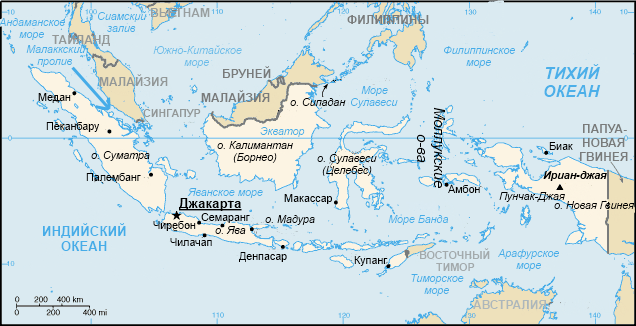
Республика Индонезия считала себя преемницей Голландской Ост-Индии.

### Претензии сторон
В качестве аргумента против передачи Нидерландской Новой Гвинеи Индонезии, Нидерланды приводили тот факт, что меланезийские папуасы этнически и географически отличаются от индонезийцев, всегда управлялись отдельно, не участвовали в индонезийской войне за независимость, а также то, что сами папуасы не желают находиться под индонезийским контролем. По мнению голландского политолога Аренда Лейпхарта, другие мотивы действий Нидерландов – экономические ресурсы Западной Новой Гвинеи, её стратегическое значение в качестве голландской военно-морской базы и потенциальная роль западной части острова в обеспечении жильём избыточного населения Нидерландов, включая индо-евразийцев, которые вынуждены были покинуть Голландскую Ост-Индию в результате войны за независимость Индонезии. Голландцы также хотели сохранить присутствие в регионе в целях продвижения своих экономических интересов в Индонезии.
В то же время, Индонезия считала Западную Новую Гвинею своей неотъемлемой частью на том основании, что она является правопреемником Голландской Ост-Индии. Эти настроения нашли отражение в популярном индонезийском революционном лозунге "Индонезия свободна от Сабанга до Мерауке". Индонезийские ирредентистские настроения были также вызваны тем фактом, что ряд индонезийских политических заключенных были помещены до Второй мировой войны в удалённый лагерь Бовен-Дигоэль, к северу от   Мерауке  . Сукарно утверждал также, что "голландское присутствие в Западной Новой Гвинее является препятствием для формирования индонезийской нации", поэтому он также будет поощрять сепаратистские движения.

## Политическая составляющая

### Индонезийскийирредентизм

Президент Индонезии Сукарно, проводивший политику ирредентизма по отношению к Западной Новой Гвинее.

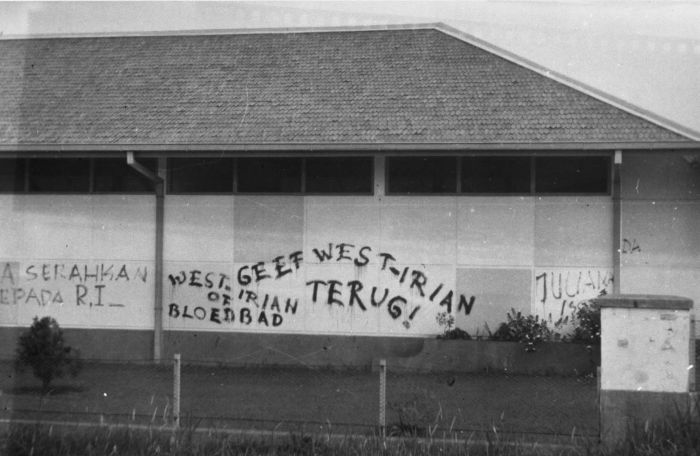
Граффити, выражающие протест против присутствия Нидерландов в Западном Ириане.

В период между 1950 и 1953 годами Нидерланды и Индонезия пытались разрешить спор посредством двусторонних переговоров. Они не увенчались успехом и привели к тому, что два правительства лишь укрепили свои позиции. 15 февраля 1952 года парламент Нидерландов проголосовал за включение Новой Гвинеи в состав Нидерландов. После этого Нидерланды отказались от дальнейшего обсуждения вопроса о суверенитете и решили закрыть этот вопрос. В ответ президент Сукарно принял более решительную позицию в отношении голландцев. Вначале он безуспешно пытался заставить индонезийское правительство аннулировать все соглашения с Нидерландами и ввести экономические санкции, что было отвергнуто кабинетом Натсира. Невзирая на неудачу, Сукарно провозгласил проблему Западной Новой Гвинеи важнейшим приоритетом своего президентства и стремился использовать народную поддержку со стороны индонезийской общественности для достижения цели во многих своих выступлениях в период между 1951 и 1952 годами.
К 1953 году конфликт в Западной Новой Гвинее стал основным вопросом внутренней политики Индонезии. Большинство политических партий Индонезии, в частности, Коммунистическая партия Индонезии, поддержали политику Сукарно в вопросе интеграции Западного Ириана в состав государства.

### Первые вторжения Индонезии
По настоянию Сукарно, премьер-министр Али Састроамиджойо санкционировал ограниченное вторжение вооружённых сил Индонезии в Западную Новую Гвинею в 1952 году. Однако ранние вторжения не увенчались успехом в военном отношении, и Индонезия не проводила военных операций до 1960 года. По словам Кена Конбоя, первые вторжения были "дилетантскими", первое проникновение на остров Гаг в 1952 году привело к аресту инфильтраторов в течение нескольких дней.
Вторая попытка состоялась через год, и на этот раз десант был направлен в Каиману. Вторжение было незамедлительно пресечено, а нарушители арестованы.
Третье вторжение в 1954 году было, в отличие от прошлых, более серьёзно подготовлено. Отлично вооруженное подразделение из 42 диверсантов смогло похитить голландского полицейского сержанта Ван Крикена. Группа была замечена голландскими морскими пехотинцами, в результате чего погибло 11 индонезийских солдат, а оставшиеся в живых были взяты в плен. В связи с провалом планов вооружённых вторжений правительство Индонезии неохотно согласилось с тем, что армия республики не имеет достаточно сил для действий против голландцев в Западной Новой Гвинее, и лишь в 1960 году Индонезия снова провела военную операцию на острове.

### Участие ООН в конфликте
В 1954 году Индонезия приняла решение передать вопрос о Западной Новой Гвинее на рассмотрение Организации Объединенных Наций, включившей его в повестку дня предстоящей девятой сессии Генеральной Ассамблеи ООН. В ответ посол Нидерландов при ООН Херман ван Ройен предупредил, что Нидерланды проигнорируют любые рекомендации, которые могут быть сделаны ООН в отношении спора вокруг Западного Ириана. Во время Бандунгской конференции в апреле 1955 года Индонезии удалось получить от афро-азиатских стран резолюцию, поддерживающую её претензии на Западную Новую Гвинею. Также Индонезию поддерживали СССР и его союзники по Организации Варшавского договора.
Между тем, позиция Нидерландов по Западной Новой Гвинее была поддержана США, Великобританией, Австралией, Новой Зеландией и несколькими странами Западной Европы и Латинской Америки. Однако они не желали брать на себя обязательство оказывать военную поддержку Нидерландам в случае вооружённого конфликта с Индонезией. Правительство Эйзенхауэра было открыто для ненасильственных территориальных изменений, но отвергло использование любых военных средств для разрешения спора в Западном Ириане. До 1961 года США проводили политику строгого нейтралитета и воздерживались при каждом голосовании по спору в ООН. По мнению историка Николаса Тарлинга, позиция Великобритании была основана на том, что было "стратегически нежелательно" передать Западную Новую Гвинею в состав Индонезии, поскольку это создало бы прецедент для поощрения территориальных изменений, основанных на политическом престиже и географической близости.
Правительство Австралии приветствовало присутствие Нидерландов в западной части Новой Гвинеи в качестве "важного звена" национальной обороны. В отличие от своего преемника из Лейбористской партии, который поддерживал индонезийских националистов, премьер-министр Роберт Мензис рассматривал Индонезию как потенциальную угрозу национальной безопасности и не доверял индонезийскому правительству, поддерживавшему Японию во время Второй мировой войны. Кроме того, Новая Зеландия и ЮАР также выступили против притязаний Индонезии на Западную Новую Гвинею. Правительство Новой Зеландии согласилось с аргументом Нидерландов о том, что папуасы в культурном отношении отличаются от индонезийцев, и тем самым поддержало сохранение власти Нидерландов над территорией до тех пор, пока коренное население острова не будет готово к самоуправлению. Напротив, новое государство, независимая Индия, также член Содружества наций, поддержало претензии Индонезии на территорию.
В период с 1954 по 1957 год Индонезия и её союзники, преимущественно афроазиаты, предприняли три попытки заставить ООН вмешаться в конфликт, однако все три резолюции не получили необходимого большинства в две трети голосов в Генеральной Ассамблее ООН. 30 ноября 1954 года посол Индии при ООН Кришна Менон инициировал резолюцию, призывавшую Индонезию и Нидерланды возобновить переговоры. Авторами документа выступили восемь стран: Аргентина, Индия, Коста-Рика, Куба, Сирия, Сальвадор, Югославия и Эквадор. Несмотря на это, большинство в две трети голосов так и не было получено. Ввиду растущей напряженности между Джакартой и Гаагой Индонезия 13 февраля 1956 года в одностороннем порядке распустила Нидерландско-Индонезийский Союз, а также отменила компенсации голландцам в Индонезии. Несмотря на прошлую неудачу, правительство Индонезии в ноябре 1965 года вновь включило вопрос Западной Новой Гвинеи в повестку дня Генеральной ассамблеи ООН.
23 февраля 1957 года Генеральной Ассамблее ООН была представлена резолюция, подписанная Боливией, Бирмой, Цейлоном, Коста-Рикой, Эквадором, Индией, Ираком, Пакистаном, Саудовской Аравией, Суданом, Сирией и Югославией, призывающая ООН назначить специальную комиссию для решения вопроса Западного Ириана. Несмотря на то, что эта резолюция получила большинство по общему числу голосов, большинства в две трети голосов достичь не удалось. 4 октября 1957 года министр иностранных дел Индонезии Субандрио предупредил, что Индонезия "займётся другим делом", если ООН не сможет добиться урегулирования спора в её пользу. Также в это время Коммунистическая партия Индонезии и связанные с ней профсоюзы лоббировали ответные экономические меры против голландцев.
26 ноября 1957 года третья резолюция была поставлена на голосование, но снова не получила большинства в две трети голосов.